# Aaron Nesmith
Aaron Joshua Nesmith (Charleston, Carolina del Sur, 16 de octubre de 1999) es un baloncestista estadounidense que pertenece a la plantilla de los Indiana Pacers de la NBA. Con 1,98 metros de estatura, juega en la posición de alero.

## Trayectoria deportiva

### Primeros años y escuela secundaria
Asistió a la escuela Porter-Gaud en Charleston, Carolina del Sur desde 5.º, fue llamado por primera vez al equipo universitario de baloncesto cuando ya estaba en el 8.º En su segundo año, ganó el título estatal Clase 3A de la Asociación de Escuelas Independientes de Carolina del Sur (SCISA) como el máximo anotador de su equipo. Llevó a Porter-Gaud a dos campeonatos estatales de Clase 3A más en sus dos últimas temporadas. En su último año, promedió 21 puntos, 4.5 rebotes y 1.8 asistencias por juego y fue nombrado Jugador Gatorade del Año de Carolina del Sur por su éxito en el baloncesto y en el mundo académico. Dejó la escuela secundaria como jugador del año SCISA Clase 3A en tres ocasiones.
No recibió ofertas de ningún programa importante de la División I de la NCAA hasta que cumplió su último año, pero comenzó a llamar más la atención después de un torneo Amateur Athletic Union (AAU) en Charlotte, Carolina del Norte. Fue calificado como un recluta de cuatro estrellas por ESPN y 247Sports y se comprometió con Vanderbilt Commodores por las ofertas de Florida, South Carolina, Harvard, Virginia Tech y Columbia.

### Universidad
En su temporada de primer año con Vanderbilt, asumió un papel importante después de que Darius Garland sufriera una lesión que puso fin a la temporada y Simisola Shittu no se desempeñó bien. Inicio en la mayoría de sus partidos y promedió 11 puntos y 5.5 rebotes por encuentro, liderando a los Commodores en anotaciones en partidos de conferencia. El 18 de febrero de 2019, fue nombrado estudiante de primer año de la semana de la Southeastern Conference. Anotó 26 puntos, el máximo de la temporada, contra Florida y registró un doble-doble de 24 puntos y 14 rebotes, el máximo de la temporada, contra Auburn.
Hizo su debut en la temporada de segundo año el 6 de noviembre de 2019, anotando 25 puntos, incluidos siete triples, en una victoria contra Southeast Missouri State. En la semana siguiente, anotó un récord personal de 34 puntos, acertando siete triples, en una derrota en tiempo extra ante Richmond, en el que realizó cuatro triples seguidos en un lapso de solo un minuto y 39 segundos. El 6 de diciembre, fue incluido en la lista de vigilancia del Trofeo Oscar Robertson. El 21 de diciembre, igualó su récord personal de 34 puntos y conectó siete triples en una victoria sobre UNC Wilmington. Anotó 29 puntos e hizo ocho triples, la mejor marca de su carrera, el 4 de enero de 2020, cuando su equipo perdió ante SMU en tiempo extra. El 11 de enero de 2020, se anunció inicialmente que se perdería el resto de la temporada por una lesión en el pie derecho que sufrió en una derrota ante Auburn. En 14 partidos, promedió 23 puntos y 4.9 rebotes por partido, disparando al 52.2 por ciento desde el rango de tres puntos. Fue el quinto máximo anotador en la División I de la NCAA y promedió la mayor cantidad de puntos por un jugador de Vanderbilt desde Tom Hagan en la temporada 1968-69. Había estado en camino de tener una de las mejores temporadas de tiros de tres puntos en la historia del baloncesto universitario. Sin embargo, después de someterse a una cirugía el 28 de enero, indicó que podría regresar antes del final de la temporada. No regresó, y después del final de la temporada se declaró para el draft de la NBA de 2020.

#### Estadísticas
| Año     | Equipo     | PJ | PT | MPP  | %TC  | %3P  | %TL  | RPP | APP | ROB | TPP | PPP  |
| ------- | ---------- | -- | -- | ---- | ---- | ---- | ---- | --- | --- | --- | --- | ---- |
| 2018–19 | Vanderbilt | 32 | 19 | 29,0 | .392 | .331 | .825 | 5.5 | 1.4 | .7  | .6  | 11.0 |
| 2019-20 | Vanderbilt | 14 | 14 | 35,7 | .512 | .522 | .825 | 4.9 | 0.9 | 1.4 | .9  | 23.0 |
| Total   | Total      | 46 | 33 | 31,0 | .442 | .410 | .825 | 5.2 | 1.3 | 0.9 | .7  | 14.7 |

### Profesional
Fue elegido en la decimocuarta posición del Draft de la NBA de 2020 por los Boston Celtics.
El 1 de julio de 2022 es traspasado, junto a Daniel Theis, Nik Stauskas, Malik Fitts y Juwan Morgan a Indiana Pacers, a cambio de Malcolm Brogdon..
En octubre de 2023 acuerda una extensión de contrato con los Pacers, por tres temporadas y $33 millones.

## Estadísticas de su carrera en la NBA
|  | Líder de la liga |

### Temporada regular
| Año     | Equipo  | PJ  | PT  | MPP  | %TC  | %3P  | %TL  | RPP | APP | ROB | TPP | PPP  |
| ------- | ------- | --- | --- | ---- | ---- | ---- | ---- | --- | --- | --- | --- | ---- |
| 2020-21 | Boston  | 46  | 1   | 14.5 | .438 | .370 | .786 | 2.8 | .5  | .3  | .2  | 4.7  |
| 2021-22 | Boston  | 52  | 3   | 11.0 | .396 | .270 | .808 | 1.7 | .4  | .4  | .1  | 3.8  |
| 2022-23 | Indiana | 73  | 60  | 24.9 | .427 | .366 | .838 | 3.8 | 1.3 | .8  | .5  | 10.1 |
| 2023-24 | Indiana | 72  | 47  | 27.7 | .496 | .419 | .781 | 3.8 | 1.5 | .9  | .7  | 12.2 |
| 2024-25 | Indiana | 45  | 37  | 25.0 | .507 | .431 | .913 | 4.0 | 1.2 | .8  | .4  | 12.0 |
| Total   | Total   | 288 | 148 | 21.4 | .463 | .385 | .828 | 3.3 | 1.1 | .7  | .4  | 8.9  |

### Playoffs
| Año   | Equipo  | PJ | PT | MPP  | %TC  | %3P  | %TL   | RPP | APP | ROB | TPP | PPP  |
| ----- | ------- | -- | -- | ---- | ---- | ---- | ----- | --- | --- | --- | --- | ---- |
| 2021  | Boston  | 5  | 0  | 15.0 | .278 | .286 | 1.000 | 2.6 | .2  | .2  | .2  | 3.2  |
| 2022  | Boston  | 15 | 0  | 3.5  | .235 | .091 | .750  | 1.0 | .2  | .1  | .3  | .8   |
| 2024  | Indiana | 17 | 17 | 32.9 | .433 | .278 | .919  | 4.9 | 2.2 | .6  | .5  | 10.5 |
| 2025  | Indiana | 23 | 23 | 28.3 | .472 | .492 | .861  | 5.7 | 1.1 | .9  | .8  | 12.7 |
| Total | Total   | 60 | 40 | 22.3 | .438 | .385 | .886  | 4.0 | 1.1 | .6  | .5  | 8.3  |